# Country Club (Missouri)
Country Club és una població dels Estats Units a l'estat de Missouri. Segons el cens del 2000 tenia 1.846 habitants.

## Demografia
Segons el cens del 2000, Country Club tenia 1.846 habitants, 684 habitatges, i 521 famílies. La densitat de població era de 609,2 habitants per km².
Dels 684 habitatges en un 38,7% hi vivien nens de menys de 18 anys, en un 63,7% hi vivien parelles casades, en un 8,9% dones solteres, i en un 23,7% no eren unitats familiars. En el 18,9% dels habitatges hi vivien persones soles el 6,9% de les quals corresponia a persones de 65 anys o més que vivien soles. El nombre mitjà de persones vivint en cada habitatge era de 2,7 i el nombre mitjà de persones que vivien en cada família era de 3,08.
Per edats la població es repartia de la següent manera: un 27,7% tenia menys de 18 anys, un 8,8% entre 18 i 24, un 29,5% entre 25 i 44, un 23,6% de 45 a 60 i un 10,3% 65 anys o més.
L'edat mediana era de 35 anys. Per cada 100 dones de 18 o més anys hi havia 94,5 homes.
La renda mediana per habitatge era de 45.987 $ i la renda mediana per família de 50.789 $. Els homes tenien una renda mediana de 35.326 $ mentre que les dones 23.182 $. La renda per capita de la població era de 19.871 $. Entorn del 2,9% de les famílies i el 3,1% de la població estaven per davall del llindar de pobresa.

## Poblacions més properes
El següent diagrama mostra les poblacions més properes.